# Buton
Buton, także: Butung, Butuni – wyspa w Indonezji na morzu Banda u południowo-wschodniego wybrzeża Celebes; powierzchnia 4408 km², ok. 448 tys. mieszkańców (2010). 
Na zachód od Buton leży wyspa Muna, na południowy wschód wyspy Tukangbesi, na północ wyspa Wowoni.
Powierzchnia górzysta, najwyższy szczyt Wani (1190 m n.p.m.). Uprawa ryżu, kukurydzy, trzciny cukrowej, kawowca, tytoniu szlachetnego; rybołówstwo; eksploatacja lasów (gł. drewno tekowe); wydobycie asfaltu.
Dawne terytorium przedislamskiego królestwa Butonu (od XIII/XIV w.). Od XVI w. sułtanat Butonu. Pod koniec XVI w. wyspa przeszła pod kontrolę Sułtanatu Ternate. Od zakończenia II wojny światowej należy do Indonezji. Historycznie był to znaczący ośrodek handlowy. Sama nazwa Buton ma pochodzić od słowa butu, które w języku ternate oznacza „targowisko”; przy czym miejscowa tradycja wiąże to określenie z nazwą gatunku trującej rośliny (Barringtonia asiatica).
W regionie przeważa islam . Na wyspie Buton są używane języki wolio i cia-cia, muna (również język wyspy Muna) oraz szereg języków mniejszych społeczności: busoa, kamaru, kambowa, kioko, kulisusu, kumbewaha, lasalimu, liabuku, pancana i taluki. Południowa część Butonu, pomimo stosunkowo niewielkich rozmiarów wyspy, cechuje się wysoce złożoną, a jednocześnie słabo poznaną sytuacją językową.
Administracyjnie należy do prowincji Celebes Południowo-Wschodni; stanowi część dystryktu Buton. Główne miasto to Bau-Bau (159 tys. mieszkańców, 2020).